# Flux (lodning)
 For alternative betydninger, se Flux (flertydig). (Se også artikler, som begynder med Flux)
Flux eller flus er i forbindelse med snellodning (også kaldet blødlodning) et harpiksholdigt stof, som tilsættes loddetinnet for at give en bedre lodning. Loddetin til elektroniklodning er udformet som en tråd i tykkelserne 0,5 til 2 mm. Flusmidlet er oftest indlejret i små kanaler i tintråden, så det smelter ud på loddestedet lidt før tinnet smelter. Herved renses loddefladerne og samtidig beskytter flusmidlet mod oxidering af det smeltede tin. Det er vigtigt at loddeprocessen gøres kort, så tinnet ikke oxiderer når flusmidlet er ophørt med at virke.
Ved grovere blødlodning (tin- og blylodning), f.eks. inden for blikkenslagerarbejder, kan anvendes loddefedt eller loddevand, men disse produkter er aldeles uegnet til elektroniklodninger.

## Slaglodning
Metaller, der skal slagloddes, opvarmes til flere hundrede grader celsius. Inden lodningen begynder, fjerner man oxider på metaloverfladen, så det flydende slaglod lettere kan forbinde sig med metallet. For at undgå, at metallerne og slagloddet igen oxideres, påfører man et flusmiddel inden opvarmningen. Flusmidlet kan f.eks. bestå af eller indeholde boraks, borsyre eller trinatriumfosfat. Det er gerne opløst i vand, evt. som en pasta. Stofferne smelter og optager ilten fra loddestedet. Efter lodningen skal resterne af flusmidlet, der sidder som en glasagtig belægning, fjernes. Dette kan gøres i en fortyndet syre. Trinatriumfosfat kan fjernes med vand og bruges derfor til lodninger på medicinsk udstyr.